# Zachariah Gillam
Pour les articles homonymes, voir Gillam.
Zachariah Gillam ou Zachary Guillam, né en 1636 et mort en 1682, est un marin de Nouvelle-Angleterre, explorateur au service de la Compagnie de la Baie d'Hudson lors de ses débuts.

## Biographie
Fils d'un éminent constructeur naval du Massachusetts, il s'engage dans le commerce côtier. Il a dû être au courant de la tentative de Pierre-Esprit Radisson et Médard Chouart des Groseilliers en 1663 pour atteindre la baie d'Hudson à partir de Boston, et y a peut-être participé. En 1665, son frère aîné transporte Radisson et Groseilliers en Angleterre, ce qui augmente vraisemblablement ses contacts avec les deux aventuriers. En 1668, à la tête du Nonsuch de 43 tonneaux, il transporte Radisson et Groseilliers d'Angleterre à la baie d'Hudson où ils passent l'hiver à l'embouchure de la rivière Rupert et reviennent l'année suivante avec £ 1300 de fourrures. En mai 1670, le même mois que la Compagnie de la Baie d'Hudson est fondée, il quitte l'Angleterre à bord du Prince Rupert de 75 ½ tonneaux avec Groseilliers sur le Wivenhoe et, à son bord, Radisson et le nouveau gouverneur Charles Bayly. La tentative de Bayly de fonder un fort à Port Nelson, au Manitoba, échoue, alors ils retournent à la rivière Rupert où ils passent l'hiver, commercent, explorent la rivière Moose (Ontario) et retournent en Angleterre en octobre 1671. Il revient à Prince Rupert en 1672-1673 et encore en 1674-1675. À peu près à la même époque, il se querelle avec Radisson, chacun s'accusant mutuellement de concussion, et Gillam est renvoyé du service de la CBH. Il est engagé dans le commerce côtier vers la Caroline du Nord de 1677 à 1680 lorsqu'il est accusé d'avoir participé à la rébellion de Culpeper en 1677. Il est envoyé en garde à vue en Angleterre. En 1682, il retourne au service de la CBH et, en juin de la même année, part pour la baie de Prince Rupert avec quatre autres navires. Prince Rupert et Albemarle devaient fonder un poste à Port Nelson, au Manitoba. Lorsqu'il est arrivé le 7 septembre, il trouve deux autres groupes déjà présents. L'un est français sous Radisson et Groseilliers qui étaient retournés au service des  Français et l'autre est une expédition non-HBC de Boston, commandé par son fils, Benjamin. Le 21 octobre, lors d'une tempête, le Prince Rupert brise son ancre et dérive vers le large. Avec seulement environ neuf hommes à bord, il est difficile de le contrôler et elle s'écrase dans la glace. Tout le monde trouve la mort dans cet accident dont le capitaine Gillam.
Son frère aîné Benjamin Gillam est en 1665 aux commandes du Charles qui amène Radisson et Groseilliers en Angleterre où ils commencent la fondation de la Compagnie de la Baie d'Hudson.
Son fils Benjamin Gillam (1662/63-1706) n'apparaît dans les archives qu'en référence aux événements de 1682 à Port Nelson. Le 21 juin 1682, il quitte Boston pour la baie d'Hudson sur le Bachelor's Delight avec l'intention de s'introduire dans le monopole de la CBH. Arrivé à Port Nelson, il est bientôt rejoint par un groupe français dirigé par Radisson, puis par l'expédition officielle HBC de son père. Son père est mort en octobre et Benjamin a été capturé par les Français en février. Il a été emmené à Québec, libéré et renvoyé à Boston. Ici, il a été brièvement arrêté pour avoir violé le monopole, mais est rapidement libéré. La CBH le revendique plus tard et fonde sa revendication sur Port Nelson au motif que Benjamin était arrivé avant la partie française.
En 1690, la famille apparaît dans les registres en tant que constructeurs de navires pour les marchands anglais.